# Кияницький заказник
Кияни́цький заказник — гідрологічний заказник місцевого значення в Україні. Розташований у межах Сумського району Сумської області, біля північної околиці селища Кияниця. 
Площа 46 га. Статус присвоєно згідно з рішенням облради від 25.10.2019 року. Перебуває у віданні: Сумська райдержадміністрація. 
Статус присвоєно для збереження ставу та прибережної частини лісу (здебільшого сосна, дуб) як цінних осередків біорізноманіття. Тут трапляються види, що охороняються Бернською конвенцією: ящірка прудка,
плиска біла, щеврик лісовий, сорокопуд-жулан, мухоловка сіра, повзик та регіонально рідкісні види – одуд, сова сіра.
Став і лісові насадження також відіграють велику водорегулюючу та водоохоронну роль, впливають на гідрологічний режим найближчих водних об'єктів. Територія заказника вирізняється естетично привабливим ландшафтом, має рекреаційне значення. 
Поруч з Кияницьким заказником розташований Кияницький парк (парк-пам'ятка садово-паркового мистецтва загальнодержавного значення).

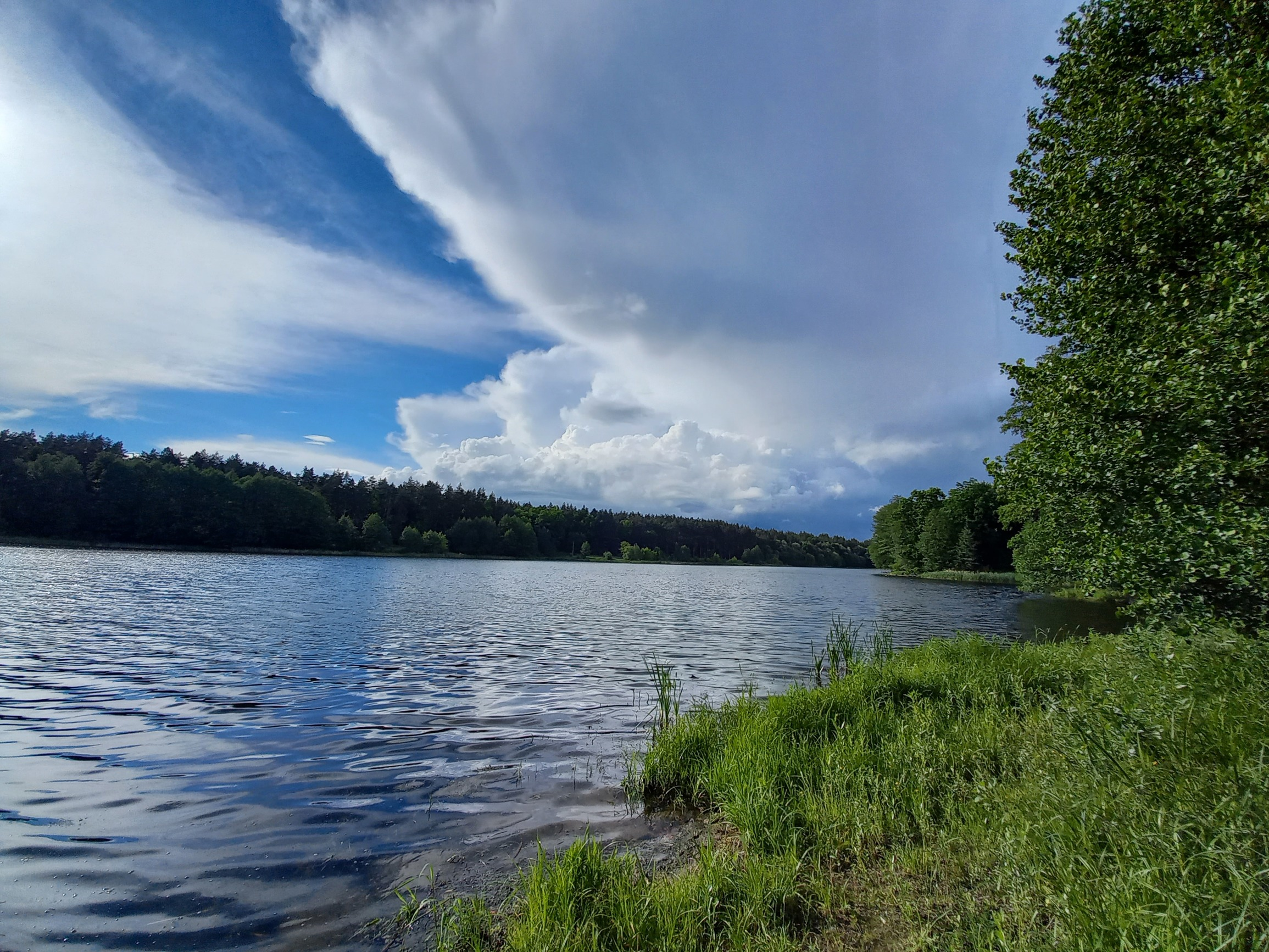
Хмари над Кияницьким ставом, село Кияниця, Сумська область, червень 2021 року

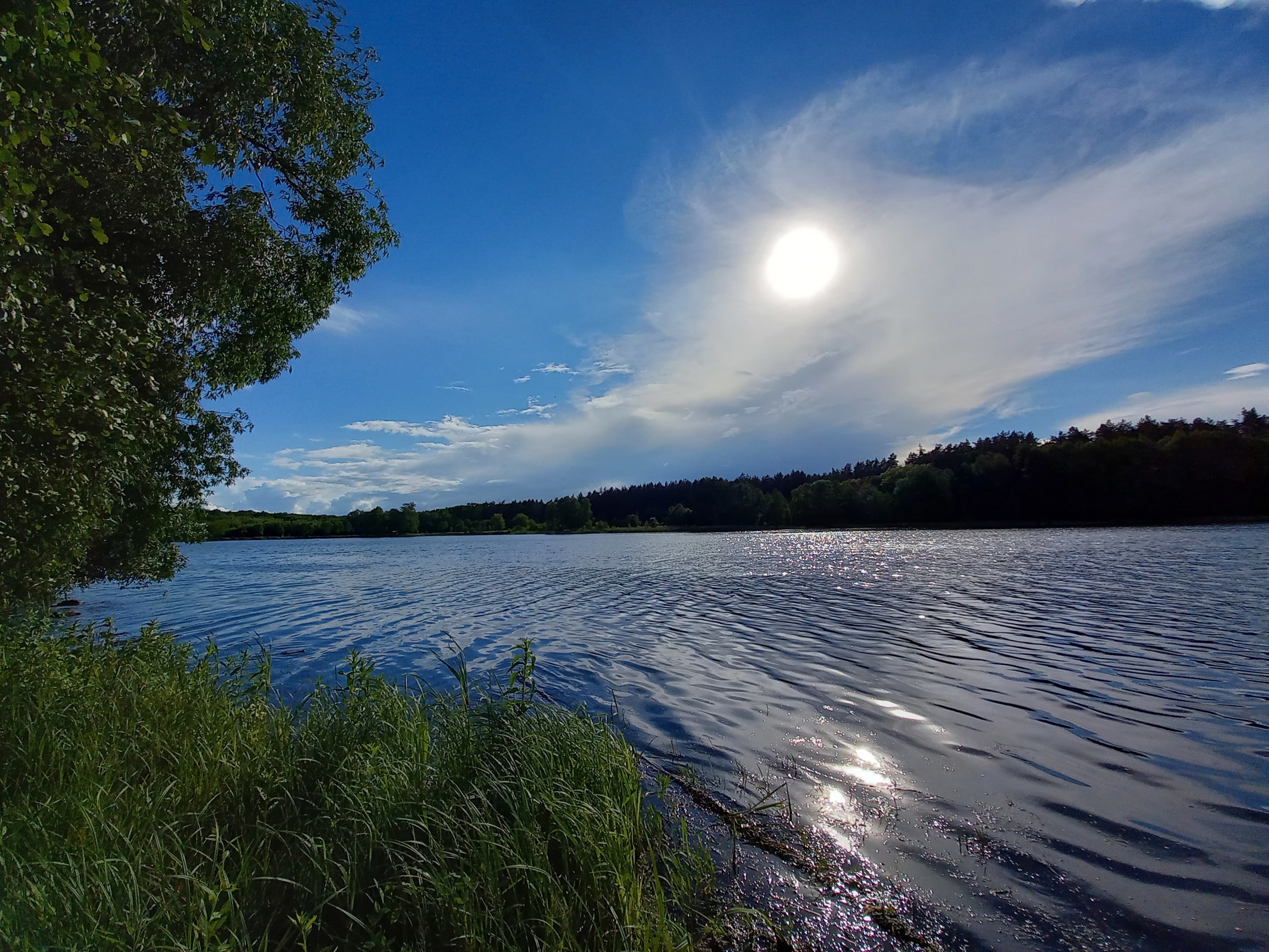
Вечірнє сонце над Кияницьким ставом, село Кияниця, Сумська область, червень 2021 року